# انیمالز

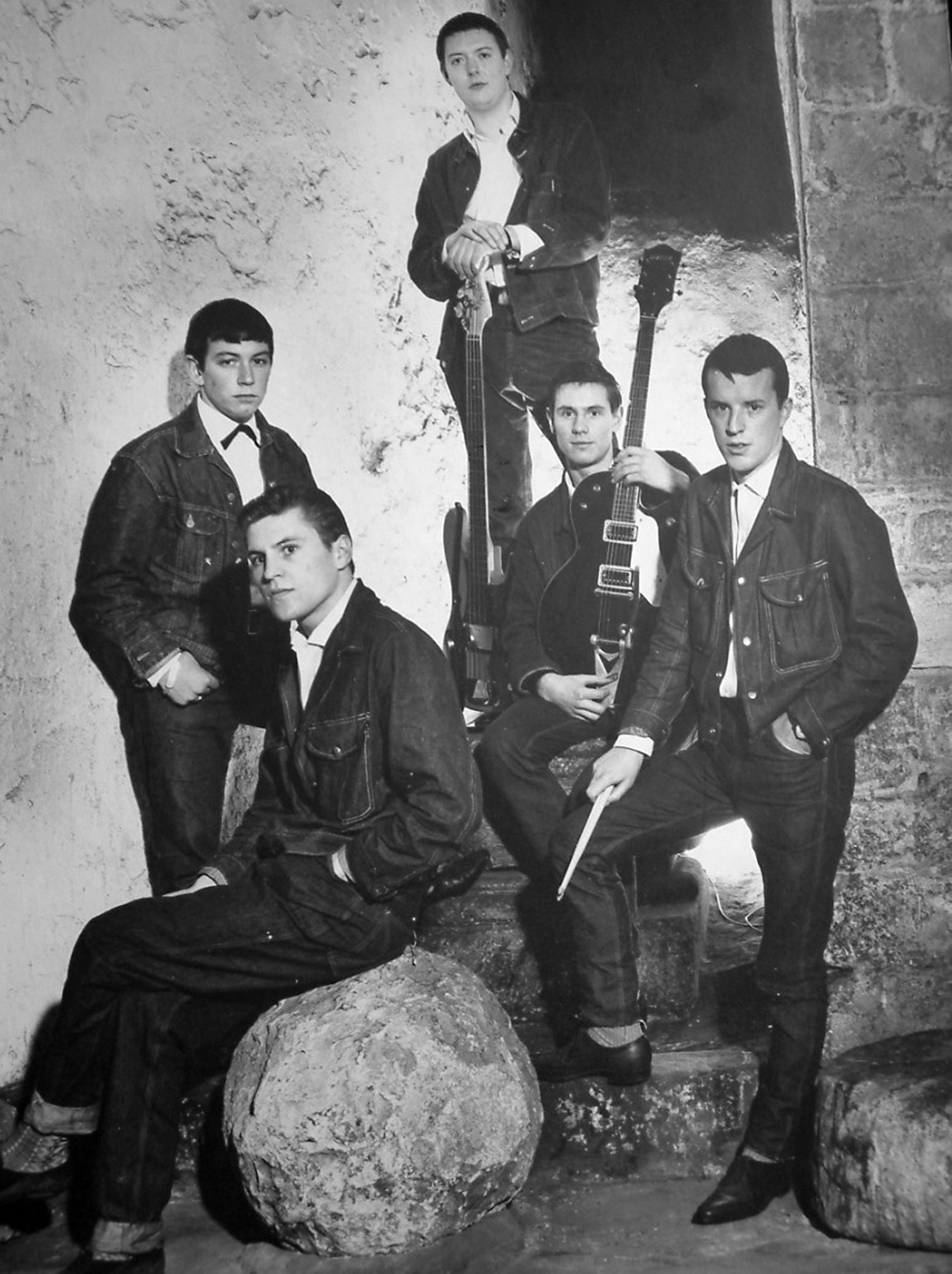

انیمالز (به انگلیسی: The Animals) گروه موسیقی انگلیسی بود که در اوایل دهه ۱۹۶۰ فعالیت موسیقی خود را در نیوکاسل آغاز کرد و در ادامه به لندن منتقل شد.
از مهم‌ترین ترانه‌های آن می‌توان به خانه خورشید خیزان، باید از اینجا برویم، این زندگی من است و مگذار بد برداشت شوم اشاره کرد.
در سال ۱۹۹۴ این گروه وارد تالار مشاهیر راک اند رول شد.

## شهرت
در سال ۱۹۶۴ ، در یک اتاقک زرد رنگ و با دکوری ساده اما چشم نواز، ترانه " خانه طلوع خورشید " به خوانندگی اریک بردن اجرا شد. این ترانه، انیمالز را به یکی از محبوب ترین و قدرتمند ترین گروه های موسیقی انگلستان و حتی جهان تبدیل کرد. ورود نسخه های گرامافونی این ترانه به بازار های نیوروک، آغازگر حمله دوم فرهنگی انگلستان پس از ۳ قرن شد. این ترانه همچنین در فیلم ها، سریال ها و مستند های مشهوری استفاده شده که در یکی از تحسین شده ترین آنها، میتوان به فیلم " کازینو " به کارگردانی مارتین اسکورسیزی اشاره کرد.

## پس از خانه طلوع خورشید
اریک بردن در مصاحبه ای عنوان کرد، او و دیگر اعضای گروه که چهار نفر بودند، هرگز انتظار نداشتند که این ترانه تا این حد بین مردم و منتقدان محبوب شود. همچنین خانه طلوع خورشید علاوه بر این که اولین ترانه این گروه بود که توسط منتقدان تحسین شد، پرسود ترین اثر این گروه هم نیز بود. اریک بردن همچنین ادامه داد، تهیه کنندگان و اعضای گروه انیمالز، باور داشتند بهتر است پس از موفقیت ترانه خانه طلوع خورشید، کمی استراحت کنند و پس از مدتی که فروش این ترانه کمی بیشتر شد، به نیویورک بروند و فعالیتشان را در آنجا ادامه دهند. اما تهیه کنندگان از این تصمیم پشیمان شدند و قصد داشتند تا زمینه اثر دیگری از این گروه را فراهم کنند. 
سپس در همان سال، گروه انیمالز آهنگی آمریکایی را بازسازی کردند. "Boom Boom Boom" اولین اهنگ انیمالز بود که در یک سالن بزرگ خوانده شد. این آهنگ هم به موفقیت و فروش غیر قابل انتظاری رسید و همچنان در آمریکا فروش داشت. سپس انیمالز قدم به قدم، کیفیت آثار خود را پایین آورد، تا زمانیکه بعضی از آهنگ های این گروه، حتی در خود انگلستان هم موفق نبودند.
و ناگهان در سال ۱۹۶۶ ، انیمالز دوباره به اوج بازگشت و بار دیگر پای آثار انیمالز به آمریکا باز شد و سبک جدیدی از راک اندرول به فرهنگ انگلستان معرفی گردید ؛ سبکی که برگفته از آثار کلاسیک آمریکایی بود و در واقع هیچ وابستگی به موسیقی انگلستان نداشت. در کل، عمده فعالیت گروه انیمالز، در سال های ۱۹۶۴ و ۱۹۶۶ بود.

## نامگذاری به حیوانات
دلیل اینکه چرا این گروه نام خود را animals به معنای حیوانات گذاشتند، هنوز مشخص نیست. بسیاری باور دارند، گروه انیمالز پیش از اجرای ترانه " خانه طلوع خورشید " و پیش از مهاجرت به لندن، دو آهنگ کلاسیک آمریکایی را بازسازی کرده بودند، که این دو اجرا بسیار دیوانه وار و پر سر و صدا بوده است اما اکثرا باور دارند این گروه پس از اجرای آهنگ " Boom Boom " در سال ۱۹۶۴ توسط مردم و طرفداران به این نام ملقب شدند. اگرچه اریک بردن بعد ها این را تکذیب کرد.